# Kutini-Payamu-Nationalpark
Der Kutini-Payamu-Nationalpark (engl.: Kutini-Payamu National Park, früher Iron-Range-Nationalpark, engl.: Iron Range National Park) ist ein Nationalpark im Nordosten des australischen Bundesstaates Queensland. 
Der Nationalpark liegt innerhalb der Lockart River Aboriginal Reserve und in der Nähe des Bergbaugebietes Scrubby Creek. Im Zweiten Weltkrieg waren etliche Einheiten der Australian Army in der Gegend stationiert.
Er wird von den örtlichen Aborigines zusammen mit der Nationalparkverwaltung von Queensland unter dem Status Cape York Peninsula Aboriginal Land (CYPAL) verwaltet.

## Lage
Er liegt 1.940 km nordwestlich von Brisbane, 100 km östlich von Weipa und direkt nordwestlich anschließend an die Ortschaft Lockhart River an der Ostküste der Kap-York-Halbinsel.

## Geschichte

### Luftwaffenbasen
Im März 1940 inspizierte Val Augensen vom Department of Civil Aviation ein mögliches Gebiet für einen Notlandeplatz für die Royal Australian Air Force (RAAF). Er berichtete dann der RAAF, dass man in dieser Gegend einen geeigneten Allwetter-Notlandeplatz einrichten könnte.
Etwa am 18. April 1942 führte dann Walter Maiersberger, Staffelführer der 33rd Bomber Squadron von der 22nd Bombardment Group der United States Army Air Forces, einen Aufklärungsflug über der Iron Range durch. Er war damit beauftragt, Flugplätze an der Küste von Queensland zu suchen, die für den Einsatz der B-26 Marauder der 22nd Bombardment Group geeignet wären.
Luftkommodore Lukis, Luftwaffenkommandeur für das Nordostgebiet berichtete am 28. Mai 1942, das der Pilot Trench der RAAF die Landschaft bei Portland Roads (auch Weymouth Bay genannt) zusammen mit Colonel Mills und Captain Herman G. Cox von der USAAF inspiziert hatte. Ihr erster Versuch, von Coen aus zur Iron Range zu fliegen, scheiterte. Ein Motor der Rapide fiel aus und sie kehrten nach Coen zurück. Nach der Reparatur starteten sie am nächsten Morgen erneut und landeten bei Ebbe auf einem Strand in der Nähe von Portland Roads. Beim Landeanflug drehte sich die Rapide seewärts. Die Propellerenden berührten das Wasser, aber der erfahrene Pilot schaffte es, die Maschine zurück zum Strand zu drehen.
Das Inspektionsteam berichtete an Lukis, dass es in Portland Roads gute Anlegemöglichkeiten gebe, aber keinen geeigneten Platz für einen Flugplatz in der Nähe des Anlegestegs. Sie teilten ihm mit, dass ein relativ ausgedehntes Gelände zwischen der Iron Range im Osten und dem Claudie River im Westen für den Bau etlicher Flugplätze geeignet wäre. Am 7. Juni 1942 ging eine Vorhut des 46. US-Ingenieur-Serviceregiments und die 26. RAAF-Operationsbasiseinheit an Bord der SS Wandena in Townsville, die nach Portland Roads auslief. Die Operationsbasiseinheit kam in Portland Roads an und stellte am Abend des 10. Juni 1942 eine Funkverbindung nach Townsville her.
Einige Wochen nach dem ersten Besuch kehrte Jim Trench zusammen mit Colonel Mills zum Gebiet der Iron Range zurück und beaufsichtigte zwei US-amerikanische Pionierbataillons beim Bau der ersten Landebahnen. Sie schafften es, zwei 2.100 m lange Landebahnen und 20,8 km befestigte Rollbahnen in drei Monaten zu bauen. Am 14. Juni 1942 gingen die Kompanien A, B und C des 46. US-Ingenieur-Serviceregiments an Bord der MS Dona Nati in Townsville und kamen am 16. Juni 1942 in Portland Roads an. Die Headquarters and Service Company des 46. US-Ingenieur-Serviceregiments verließ Townsville am 10. Juli 1942 und kam am 12. Juli 1942 in Portland Roads an. Am 27. Oktober 1942 verließ Headquarters Detachment des 46. US-Ingenieur-Serviceregiments Townsville und kam am 29. Oktober 1942 bei der Iron Range an. Die 90th Bombardment Group kam Anfang November 1942 mit ihren 48 Stück B-24D Liberator in Queensland an.

### Namensherkunft
Der Aboriginesname 'Kutini' bedeutet im Deutschen 'Kasuar'; der Aboriginesname 'Payanu' bedeutet im Deutschen 'Regenbogenschlange'.

## Landesnatur
Zum Park gehören sowohl die Tozer Range, die bis zu 543 m aufsteigt, als auch weite Strände und Kaps.

## Flora und Fauna
Der Kutini-Payanu-Nationalpark enthält die größten verbleibenden Gebiete Küstenregenwald in Australien. Er ist von trockenerem Eukalyptuswald und Myrtenheiden umgeben.
Er ist Teil der 6.205 km² großen McIlwraith and Iron Ranges Important Bird Area (IBA), die als solche von BirdLife International ausgewiesen wurde, weil sie einer der wenigen bekannten Lebensräume des gefährdeten Gelbbrust-Laufhühnchens ist. In der IBA finden sich auch einzelne Populationen von Helmkasuaren, Australischen Sängern, des Weißscheitel-Lederkopfs (Philemon argenticeps), von verschiedenen Honigfressern, des Prachtparadiesvogels und des Weißbrauen-Schnäppers. Vertreter der zahlreichen Reptilien des Kutini-Payanu-Nationalparks sind der Australische Baumwaran (Varanus keithhornei) und der Goulds Waran (Varanus gouldii).

## Einrichtungen
Das Zelten ist auf den Zeltplätzen Rainforest, Cooks Hut, Gordon Creek und Chili Beach nach vorherigen Anmeldung gestattet. Besondere Einrichtungen gibt es aber nicht. Es gibt drei Wanderwege im Park, Old Coen Track (10 km), Mount Tozer Viewing Platform (140 m) und Chili Beach Walk (720 m).

## Zufahrt
Der Nationalpark ist nur mit allradgetriebenen Fahrzeugen erreichbar. Von Süden ist er über die Peninsula Developmental Road (Ausfahrt 35 km nördlich des Archer River Roadhouse auf die Portland Roads Road) erreichbar. Nach weiteren 110 km Richtung Nordosten ist der Park erreicht. Eine weitere Zufahrtsmöglichkeit besteht über den Frenchmans Track, eine Seitenstraße der Telegraph Road bei Batavia Downs. Diese ist allerdings nur für Expeditionsfahrzeuge (mit Seilwinde und nach oben geführtem Luftansaugrohr) geeignet, da viele Bachdurchquerungen zu bewältigen sind und die Straße nicht gewartet wird.